# عمر زهدي شيخ دبس
```
عمر زهدي شيخ دبس (1886-1959 م) طبيب عيون من مواليد حلب من أشهر أطباء العيون وجراحتها
```

## دراستة
```
دَرَسَ في المدرسة الرشيدة بحلب.
تخرج من الكلية الطبية العسكرية في الأستانة سنة 1912 م
```

شهادة من معهد الطب في استانبول عام 1913 .
```
تخصص في أمراض العيون وجراحتها في فينا سنة 1915 م
```

## حياته
```
عمل في استانبول من العام 1915 حتى 1923 م
بعد ذلك ذهب إلى بيروت وافتتح مشفى هناك وبقى يعمل حتى سنة 1939 م
```

عاد إلى حلب حيث عمل فيها وفتح مشفى للعيون سنة 1939 م في شارع القتلى، وواصل العمل فيه حتى وفاته عام 1959 .
أجرى العديد من العمليات العينية كالساد والحول والشعرة والظفرة وكانت شهرته واسعة.
عند وفاته سنة 1959م أهديت أجهزته لمشفى الرازي وقسم من كتبه إلى نقابة الأطباء في حلب .

## أولاده
الدكتور نزيه زهدي , وهو من أشهر أطباء جراحة القلب والأوعية في الولايات المتحدة الأمريكية « اوكلاهوما سيتي » ، وللدكتور عمر زهدي خمس بنات أيضاً وثمانية أطباء من بين أحفاده وأولاد حفيداته متخصصون .

## وفاة
توفي بحلب 1959

1. ↑  "الموسوعة التاريخية لأعلام حلب". {{استشهاد ويب}}: الوسيط |مسار= غير موجود أو فارع (مساعدة)